# Dolder Grand
Pour les articles homonymes, voir Dolder.
Le Dolder Grand (anciennement Grand Hotel Dolder) est un hôtel 5 étoiles supérieur situé dans la ville suisse de Zurich. 
L'hôtel est situé sur la colline d'Adlisberg, à environ 2 kilomètres et à 200 mètres au-dessus du centre-ville. Il est relié au centre de Zurich par la route et par le chemin de fer à crémaillère de Dolderbahn, qui a son terminus supérieur à côté du complexe d'hôtel,,.

## Description
Construit en 1899 par l'architecte bâlois Jacques Gros, l'hôtel s'étend sur 40 000 m2  et propose 173 chambres et suites, deux restaurants, un bar, 13 salles de conférence et un spa de 4 000 m2,,,.

### Intérieur

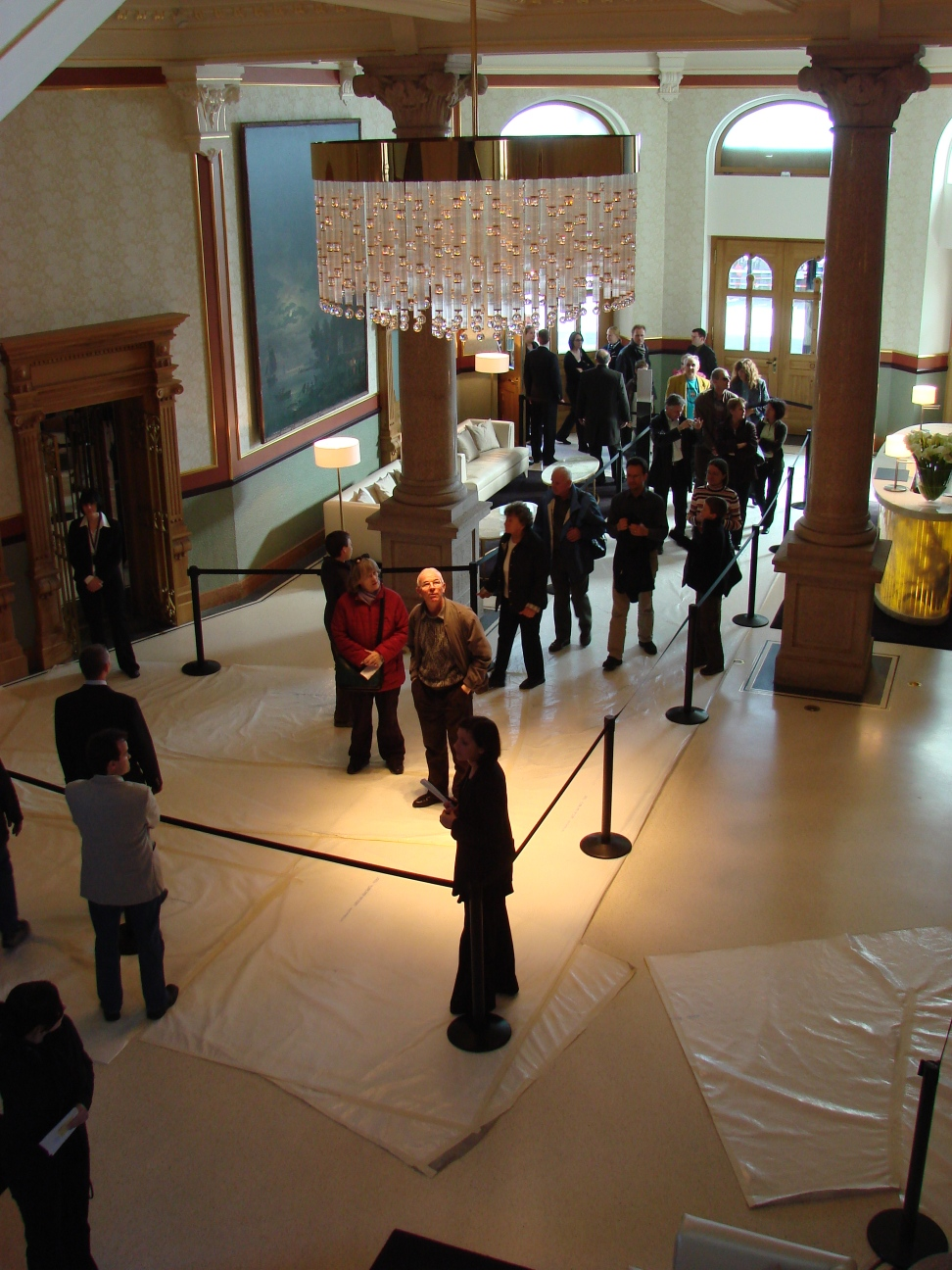
Visiteurs dans le hall d'entrée lors d'une « Opération porte ouverte ».
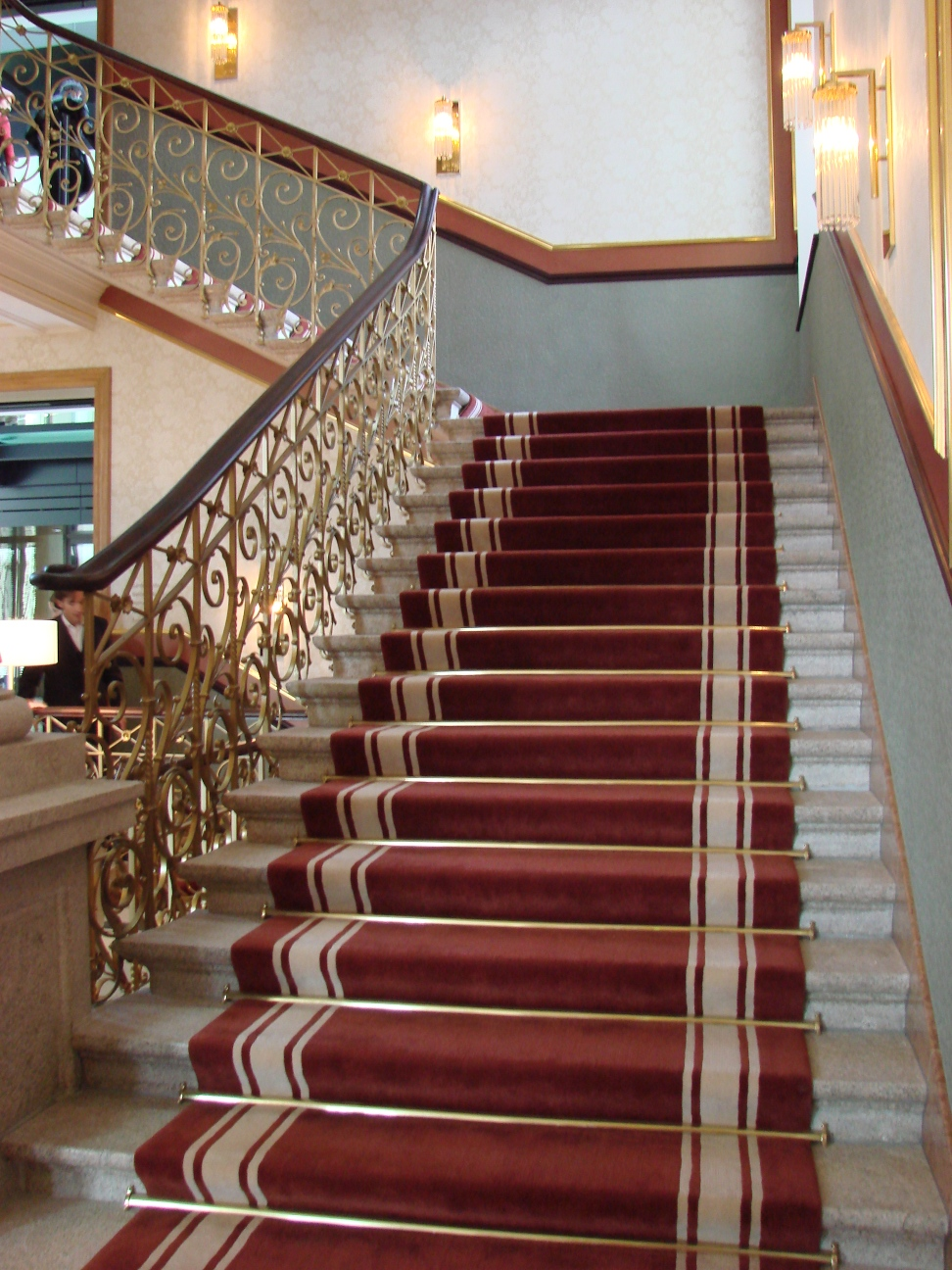
Escalier dans le hall d'entrée.
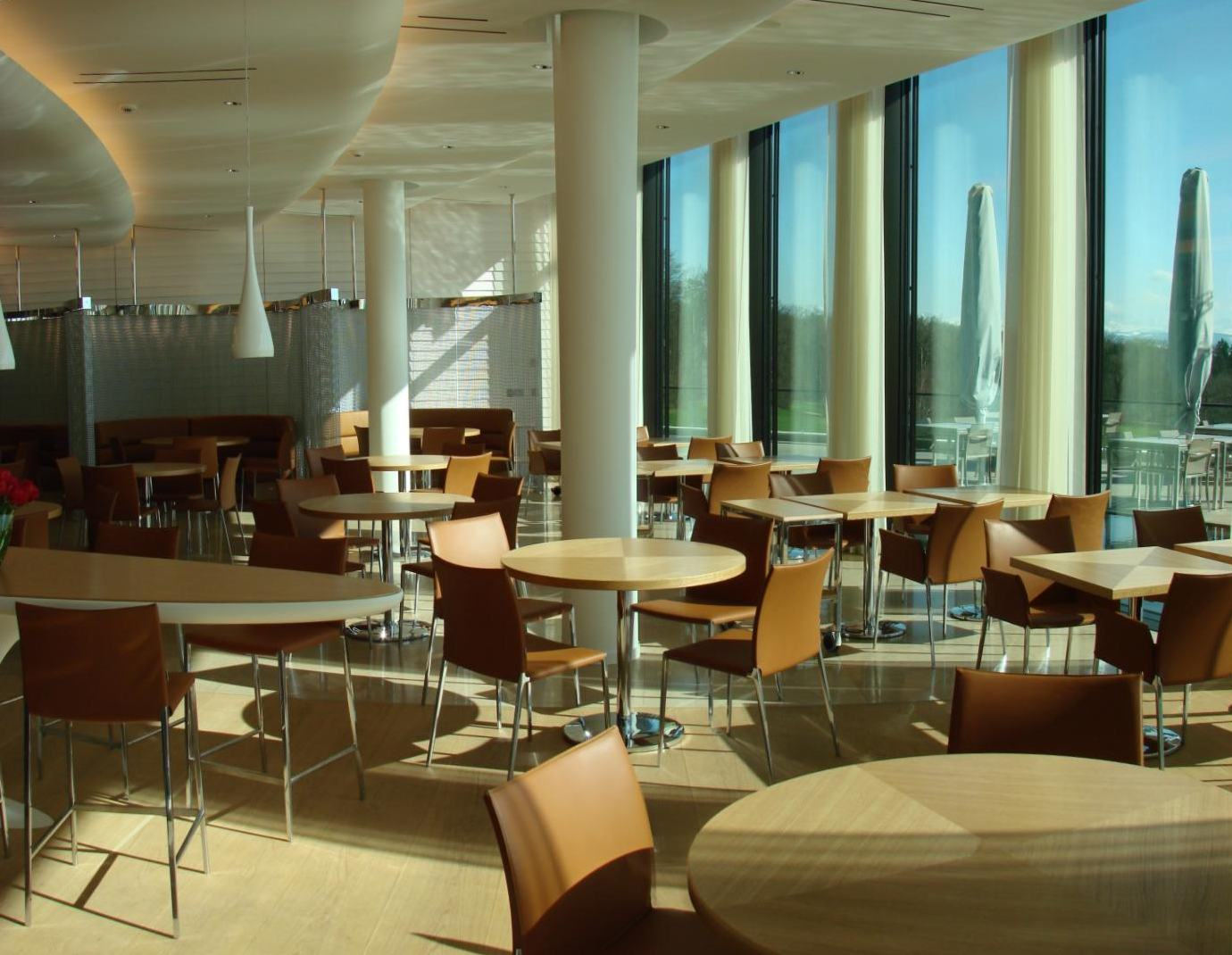
Le « Garden Restaurant ».
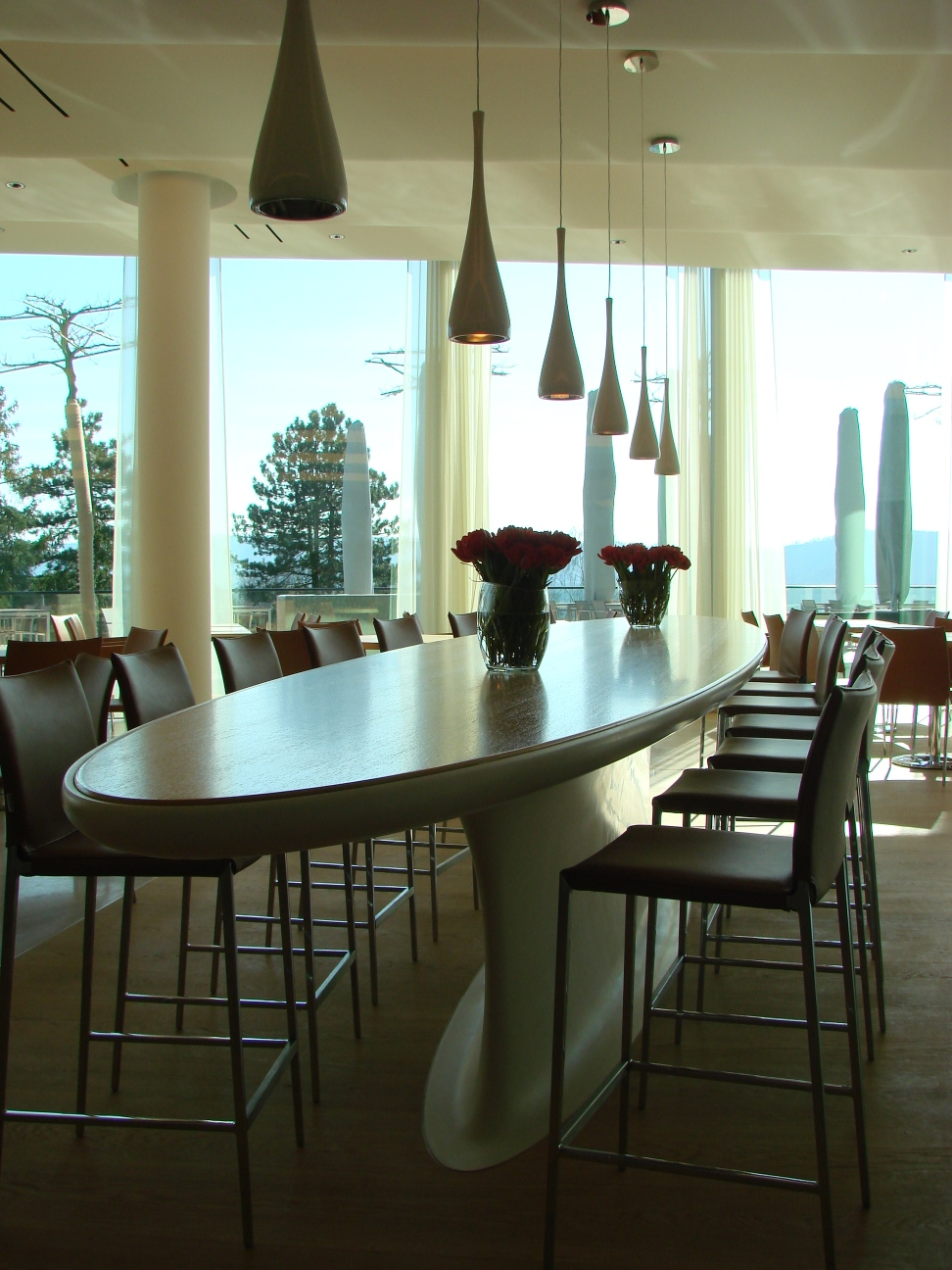
Le « Garden Restaurant », la table ovale (« la table Titanic »).
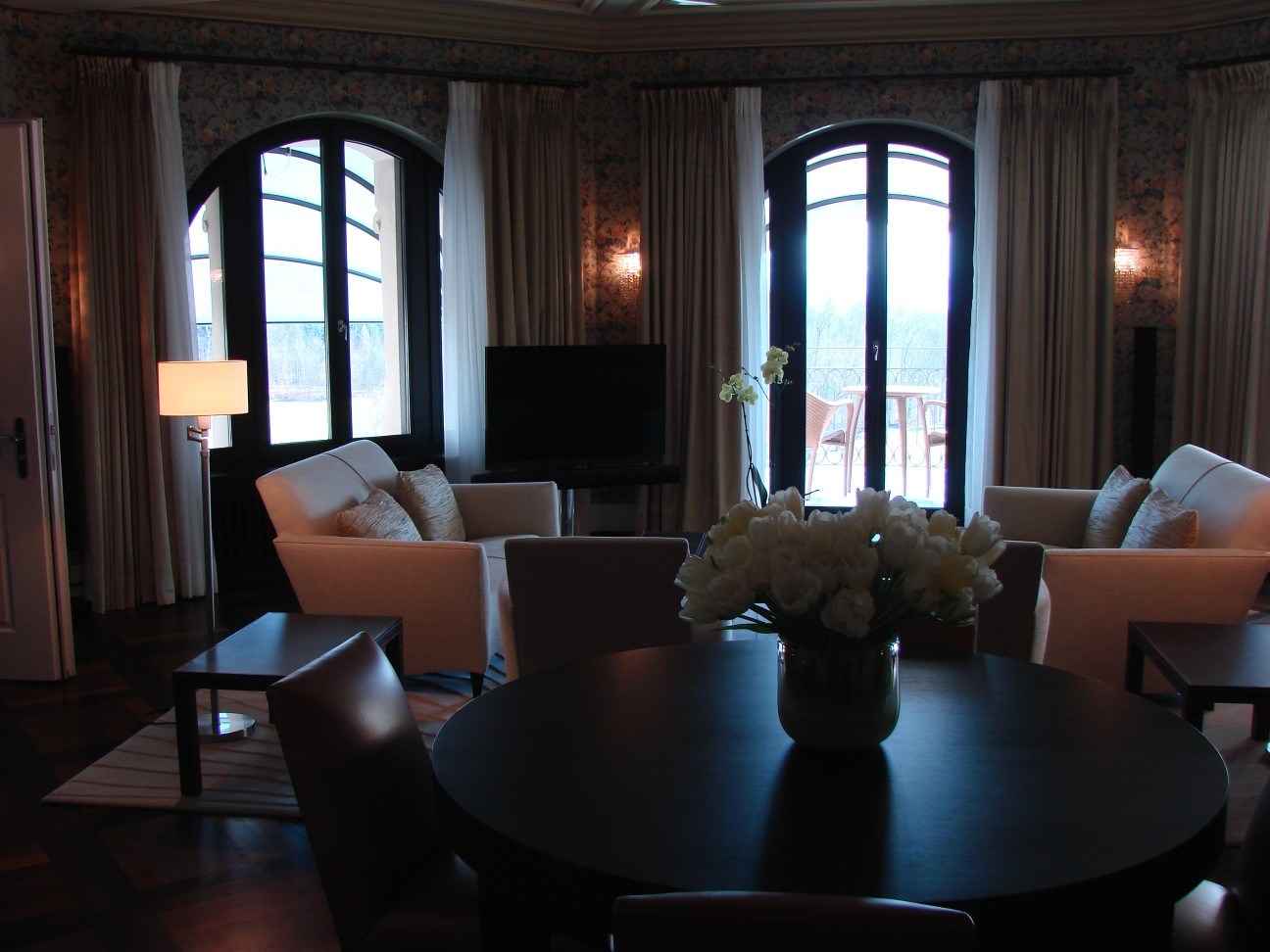
La « Listed Suite ».
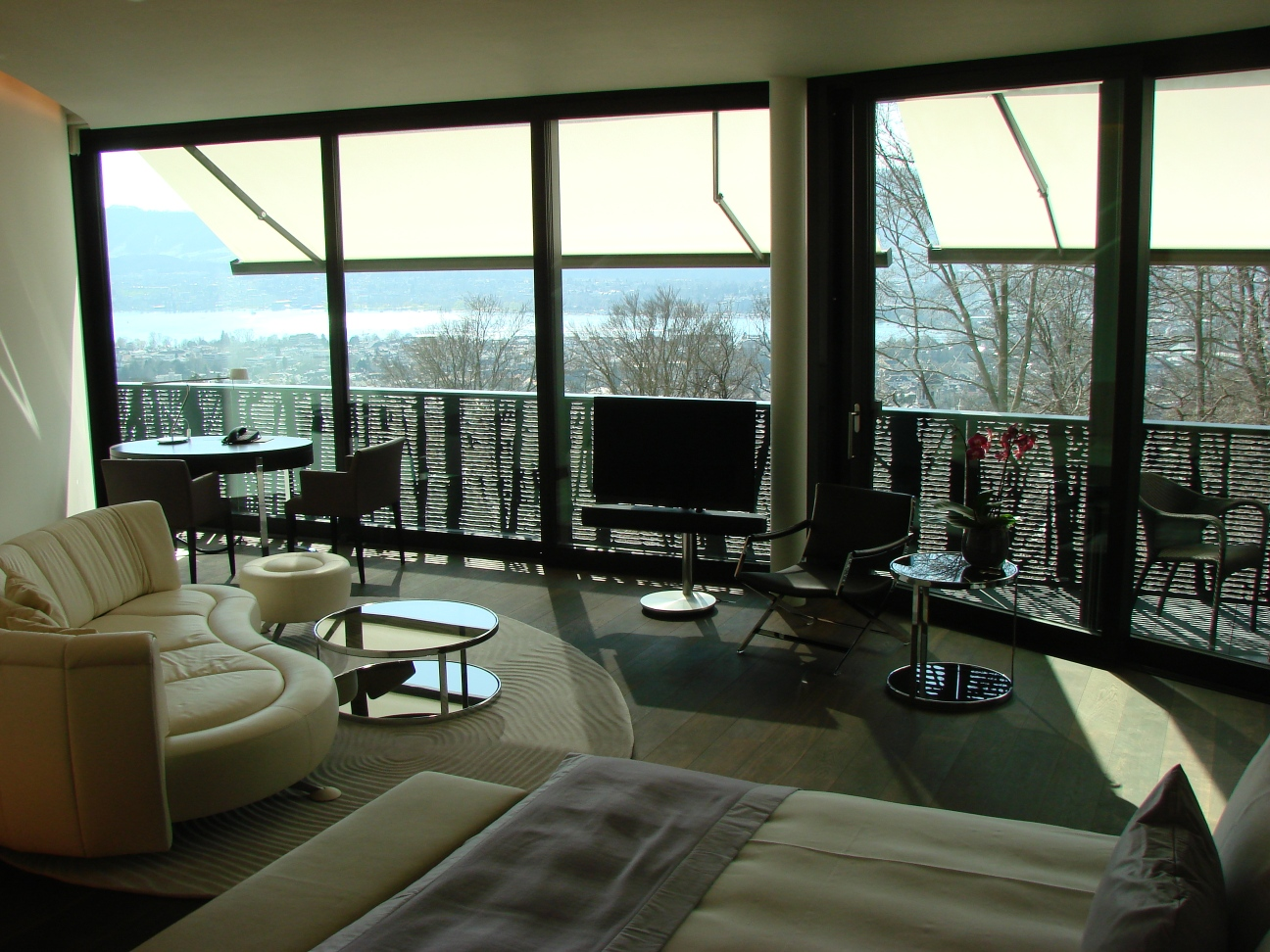
La « Junior Suite » avec vue sur Zurich.
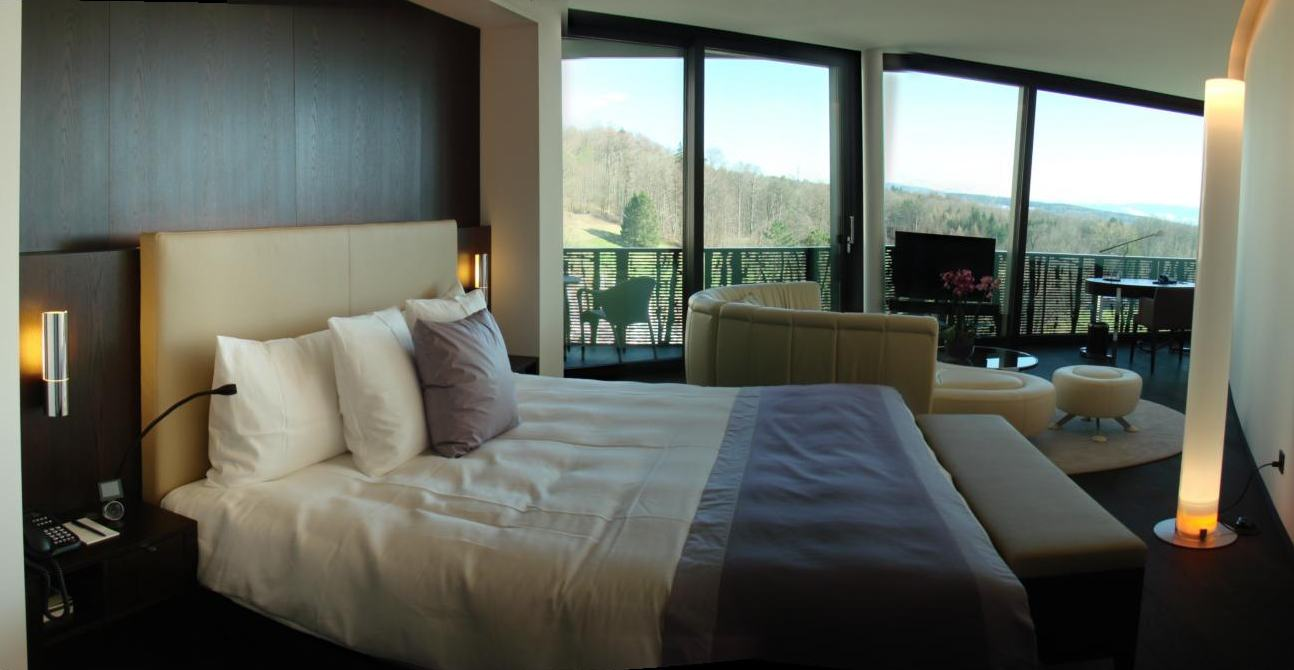
La « Junior Suite ».
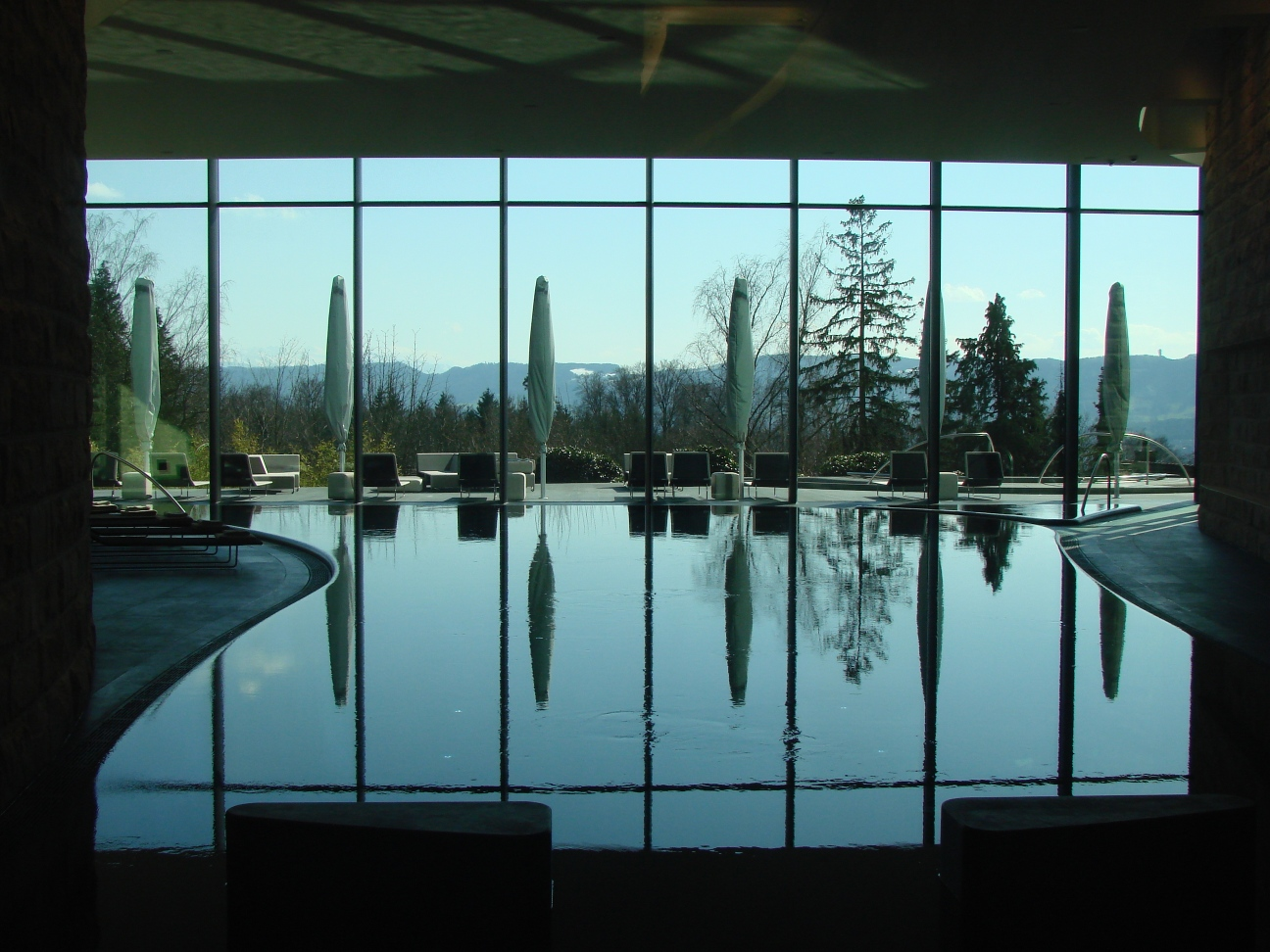
La piscine intérieure.
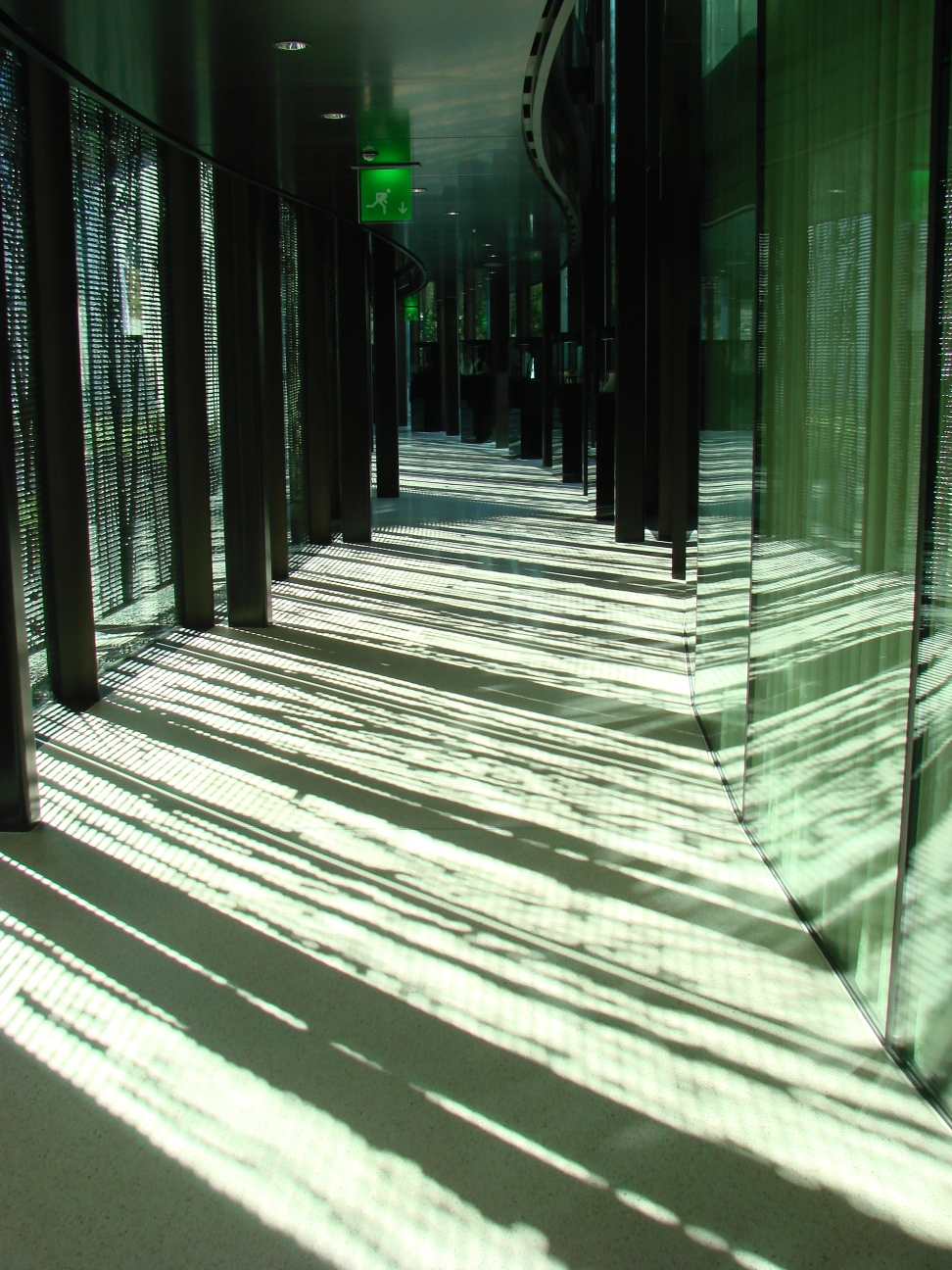
Le foyer.
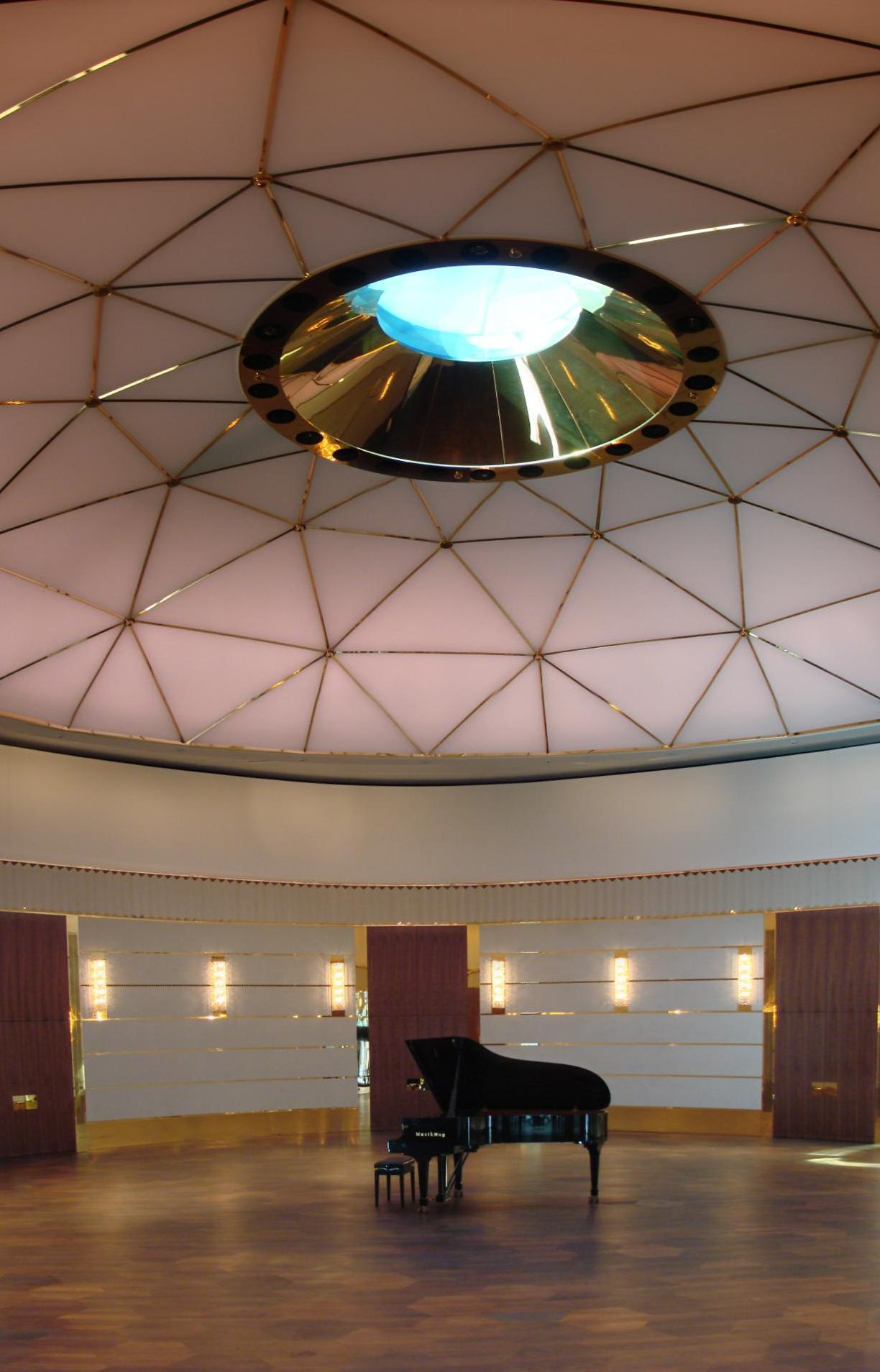
La salle de bal.

## Historique
Le Dolder Grand apparait dans la théorie du complot de Big Pharma à cause de l'opacité de mise lors de réunions de personnalités de l'industrie pharmaceutique en ce lieu, ce rassemblement est nommé « Dolder club ».

## Dans la culture populaire
- Le Dolder Grand apparaît dans le film de 2011 : Millénium : Les Hommes qui n'aimaient pas les femmes de David Fincher.

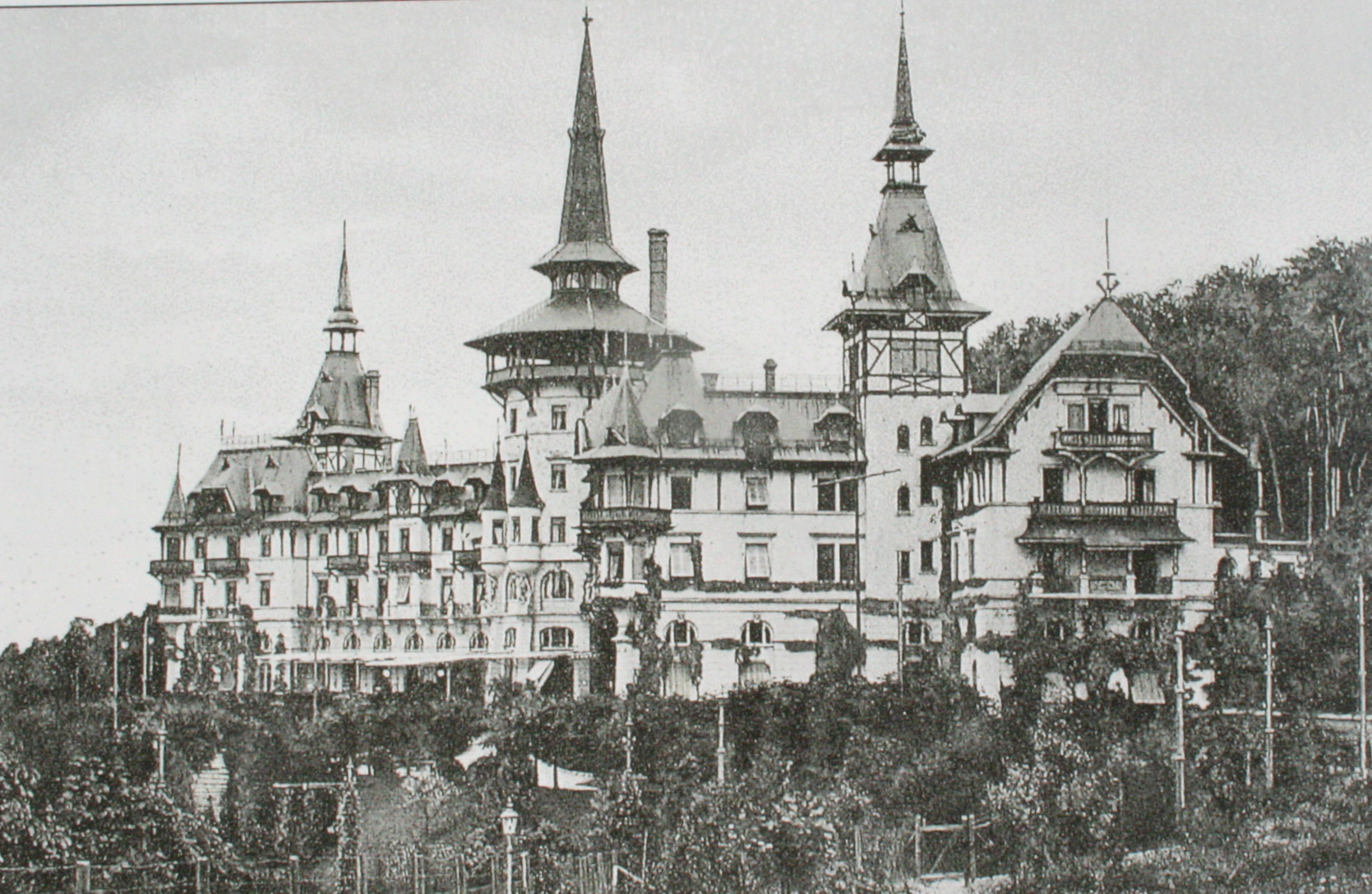
L'hôtel en 1905.
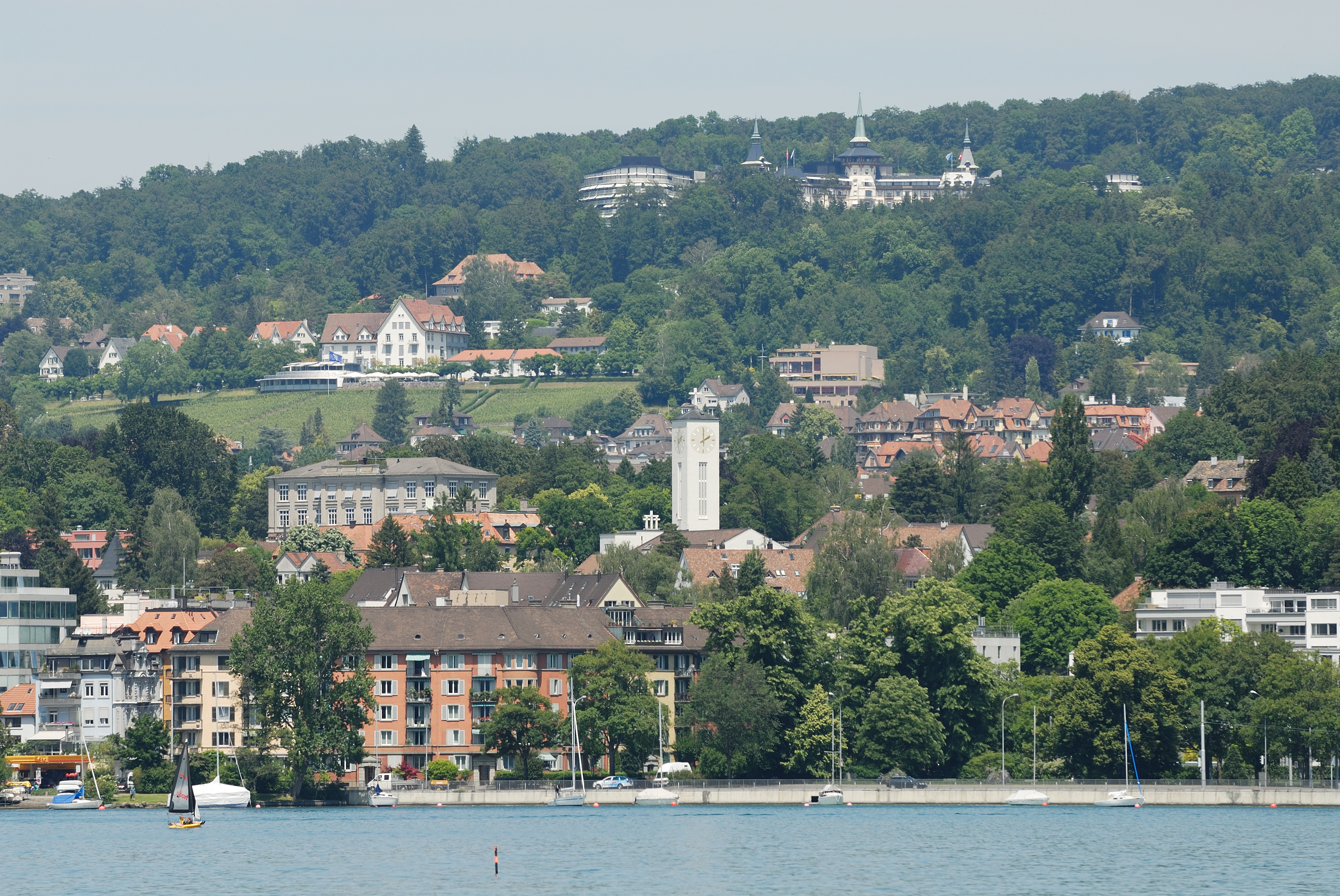
L'hôtel vu du lac de Zürich.
Les abords de l'hôtel sous la neige.